# Václav Hovorka
Václav Hovorka (19 settembre 1931 – 14 ottobre 1996) è stato un calciatore cecoslovacco, di ruolo attaccante.